# Ljubica Orešković
Ljubica Orešković (Perast, 1933. – Zagreb, 15. rujna 2014.), hrvatska književnica. Pisala pjesme. Rodom Hrvatica.